# Kommunistische Partei-Opposition (Schweiz)
Die Kommunistische Partei-Opposition (Schweiz) (KPO-Schweiz, auch Kommunistische Partei der Schweiz-Opposition, KPS-O) war eine kommunistische Partei in der Schweiz von 1930 bis 1935.

## Geschichte
Die KPO-Schweiz entstand 1930, als der Sozialfaschismus- und RGO-Politik der Komintern kritisch bis ablehnend gegenüberstehende und eine Einheitsfrontpolitik mit der Sozialdemokratie befürwortende Mitglieder der Kommunistische Partei der Schweiz aus dieser ausgeschlossen wurden beziehungsweise aus dieser austraten. Hierbei handelte es sich um die fast komplette Parteiorganisation im Kanton Schaffhausen um Walther Bringolf, Hermann Erb und Hermann Huber (welche Anfang der 1920er Jahre durch den Übertritt der kompletten Schaffhauser Sozialdemokratie entstanden war) mitsamt der dort täglich erscheinenden Arbeiter-Zeitung sowie um kleinere Gruppen um Moses Mandel und Ernst Illi in Zürich, um Paul Thalmann in Basel und in einigen weiteren Orten der deutschsprachigen Schweiz.
In Schaffhausen war die KPO-Schweiz die bestimmende politische Kraft innerhalb der Arbeiterbewegung, Bringolf wurde 1931 erneut als einer von zwei Vertretern des Kantons in den Nationalrat und 1932 zum Stadtpräsidenten von Schaffhausen gewählt; auch dominierte die Partei den dortigen SGB. Auf internationaler Ebene war die KPO-Schweiz der IVKO angeschlossen und hielt zunächst enge Kontakte zur deutschen Kommunistischen Partei-Opposition um Heinrich Brandler und August Thalheimer und unterstützte deren Widerstandsaktivitäten nach der Machtübergabe an die NSDAP 1933.
Gleichzeitig beförderte der Schock der nationalsozialistischen Herrschaft im nördlichen Nachbarland Tendenzen innerhalb der Partei, auf eine Wiederherstellung der Einheit mit den beiden grossen Arbeiterparteien hinzuarbeiten. Verhandlungen mit der KPS waren erfolglos, Gespräche mit der SP führten zu einer schrittweisen Überführung in diese, welche 1935 abgeschlossen war. Eine kleine trotzkistisch orientierte Minderheit der Mitglieder um Paul Thalmann hatte die Partei schon vorher verlassen, um entristisch in der SP zu arbeiten.